# Cornetto
Cornetto — итальянский бренд мороженого в вафельном рожке, принадлежащий британо-голландской компании Unilever. Является частью линейки продуктов Heartbrand, известной на международном уровне под разными названиями. Существует множество вариаций продукта, начиная от мороженого на основе молока и заканчивая десертом на основе растительных жиров.

## История
В течение долгого времени идея продажи замороженных рожков мороженого была непрактичной, так как мороженое впитывалось во влажный рожок в процессе производства и становилось сырым и неприятным при подаче. В 1959 году итальянский производитель мороженого Spica, базирующийся в Неаполе, решил эту проблему, изолировав внутреннюю часть вафельного рожка от мороженого глазурью из масла, сахара и шоколада.
В 1976 году патент был приобретён компанией Unilever, которая начала продавать продукт в Италии под брендом Algida и за рубежом через другие дочерние компании. Мороженые Cornetto продаются во многих различных размерах по всей Европе в размерах объёмом от 28 до 260 мл, хотя размеры объёмом 90 мл и 125 мл, как правило, являются наиболее популярными.

## Разновидности
Мороженое Cornetto продаётся в различных вкусах, включая Strawberry, Mint Chocolate, Nut, Lemon, Whippy, вкусы ко Дню святого Валентина и Cornetto Soft. Cornetto Soft продаётся на улицах и изготавливается на месте с помощью дозатора мороженого, но другие вкусы предварительно собраны и упакованы на заводе. Также производится вкус Cornetto Enigma.